# Elaphoglossum itatiayense
Elaphoglossum itatiayense là một loài dương xỉ trong họ Dryopteridaceae. Loài này được Rosenst. mô tả khoa học đầu tiên năm 1915.